# Kagraner Brücke

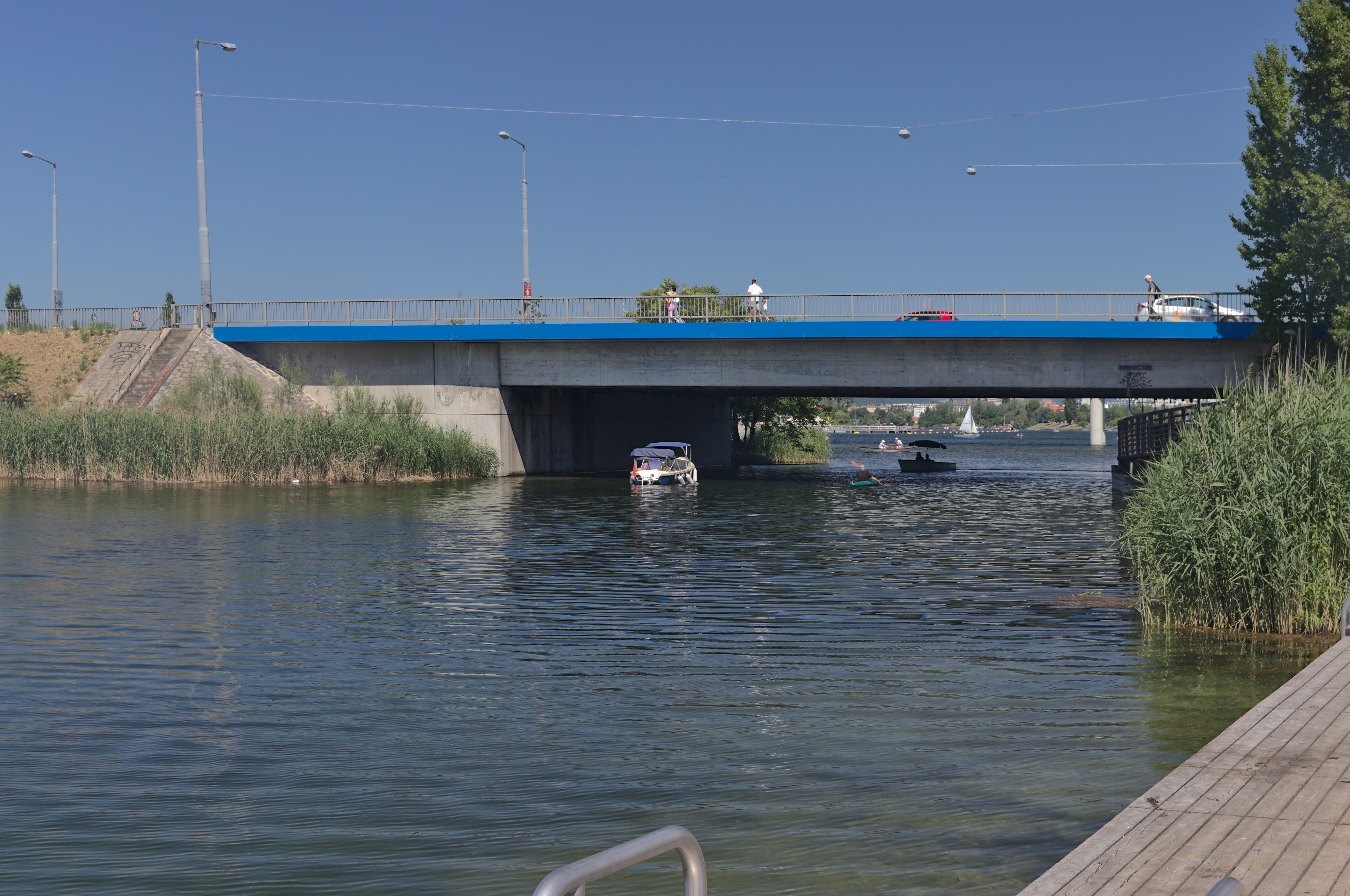
Kagraner Brücke, 2017

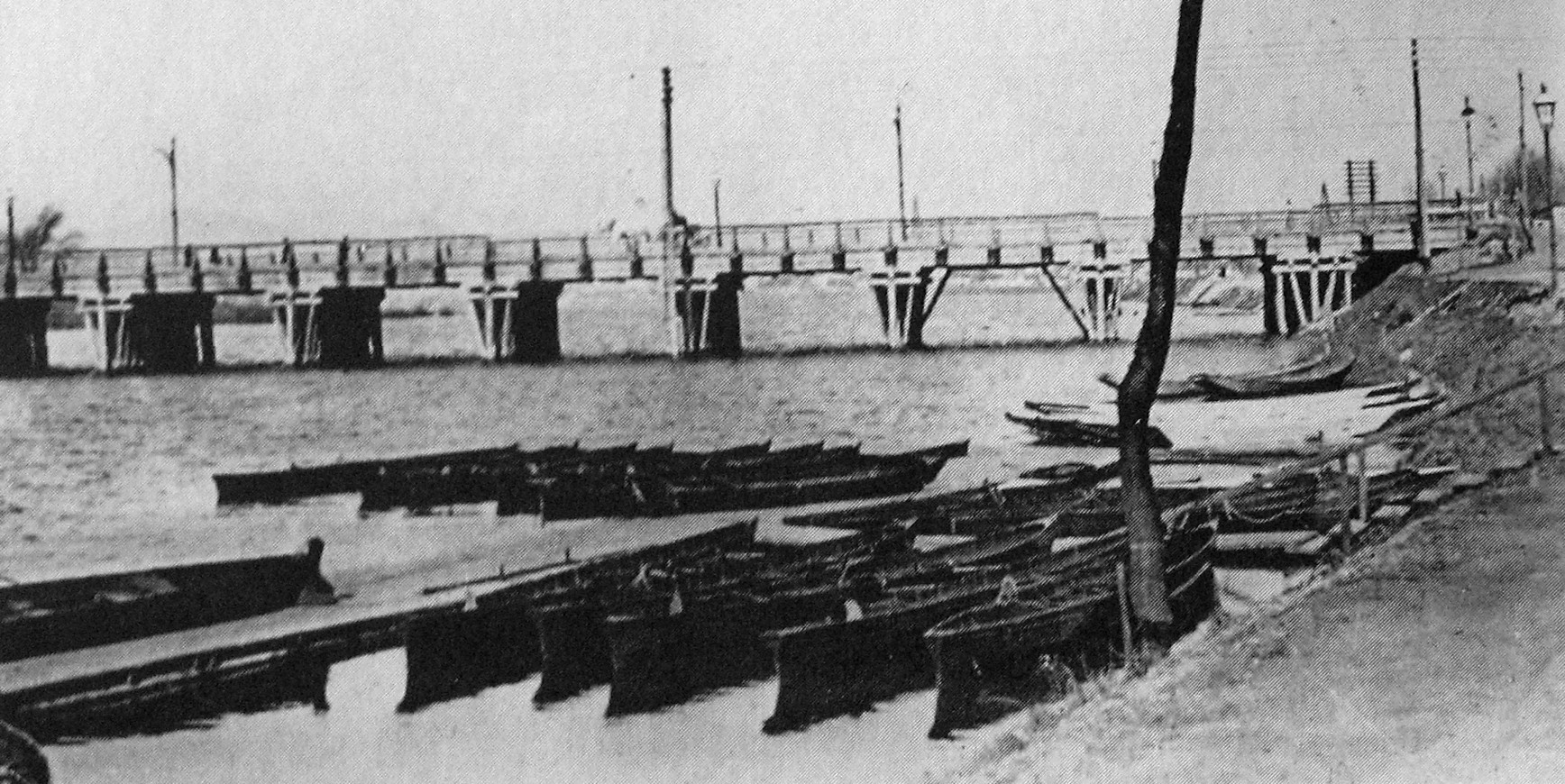
Kagraner Brücke um 1900

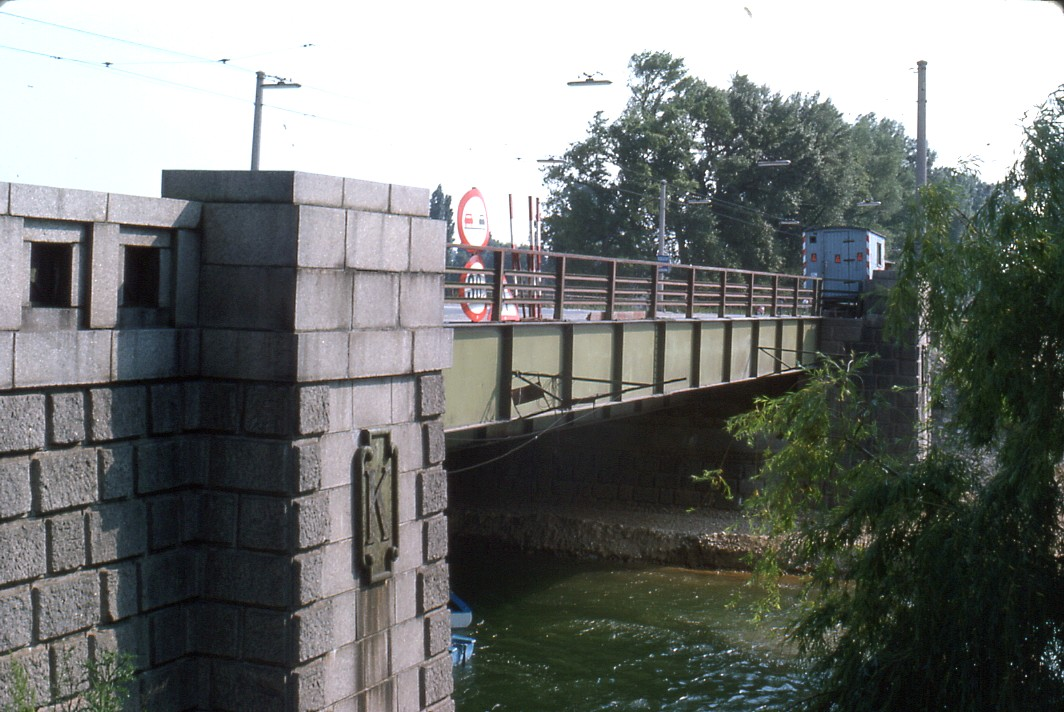
Das Vorgängerbauwerk der heutigen Kagraner Brücke, 1975

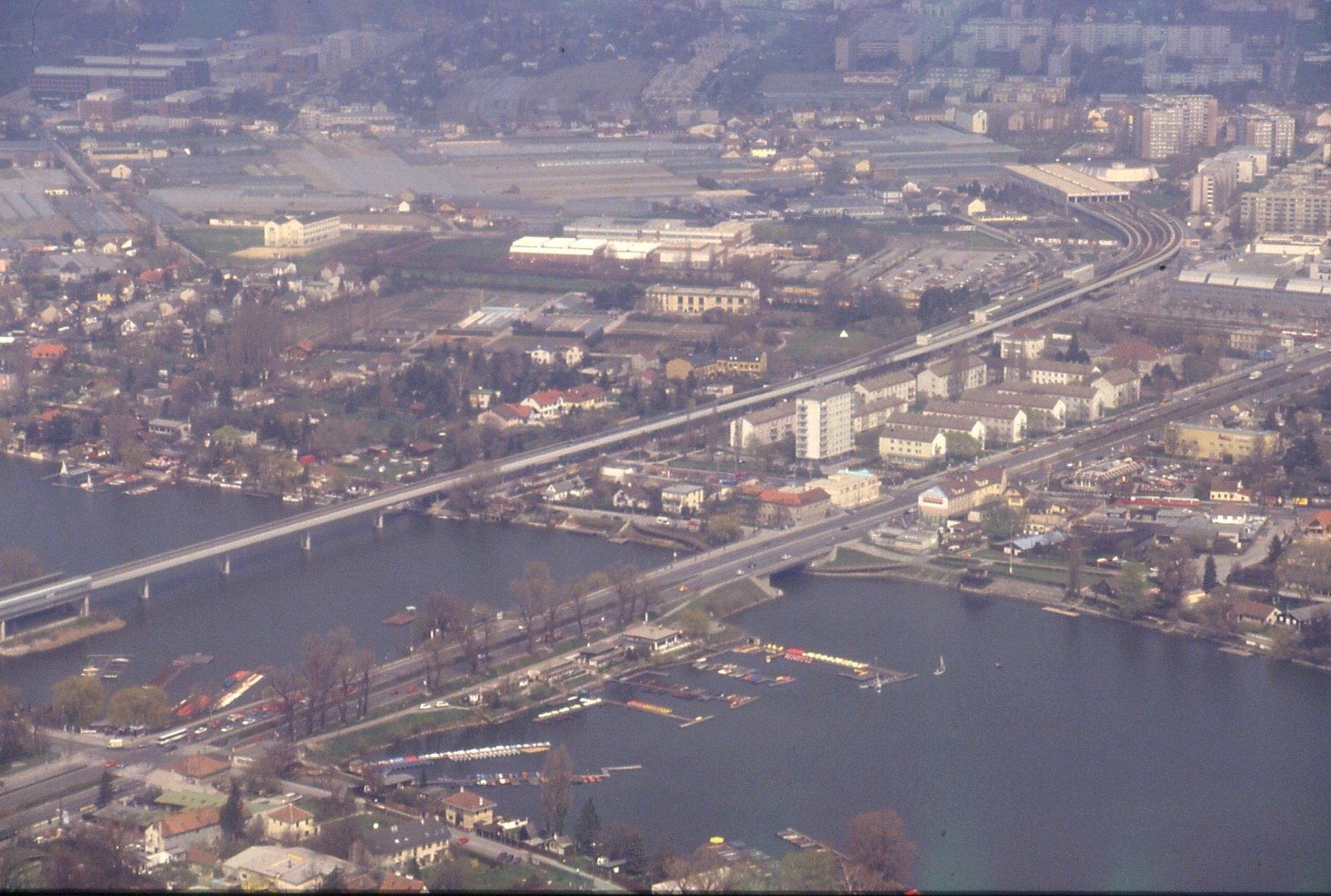
Luftbild von 1993, im Vordergrund die Kagraner Brücke, links die Brücke der U-Bahn-Linie U1

Die Kagraner Brücke ist die einzige Straßenbrücke über die Alte Donau in Wien und liegt im 22. Gemeindebezirk Donaustadt.
Die Kagraner Brücke in ihrer heutigen Form wurde am 7. Oktober 1977 eröffnet, nachdem gegen Ende des Zweiten Weltkriegs die damalige Brücke gesprengt worden war und anschließend eine neue Brücke gebaut wurde, die im November 1945 in Betrieb genommen wurde. Errichtet und geplant wurde das Brückenbauwerk von Waagner Biro unter Beibehaltung der Stützweite von 31,9 Metern und einer Breite von 22,5 Metern. Die Baumeisterarbeiten wurden von der Firma Porr durchgeführt.
Die allgemeine Versorgungslage zwang die Planer, im Werk lagernde Stahlbleche zu verwenden und eine dem Material angepasste Brückenkonstruktion zu wählen. Errichtet wurde eine Rostträgerbrücke mit acht geschweißten Vollwandträgern, welche eine 20 Zentimeter starke Eisenbetondecke mit einer Ausgleichsschicht, einer Isolierschicht und einer darüber liegenden Schutzbetonschicht trugen. Den eigentlichen Fahrbahnbelag bildete ein 10 Zentimeter starkes Holzstöckelpflaster.
In den Werkstätten von Waagner Biro wurde am 7. August 1945 mit den Schweißarbeiten begonnen, die am 10. Oktober weitgehend abgeschlossen wurden. Nach Abschluss der Montagearbeiten am Brückenbauplatz wurde am 15. Oktober mit dem Betonieren der Fahrbahnplatte begonnen. Die ab 5. November befahrbare Brücke wurde am 14. November 1945 der Belastungsprobe unterzogen.
Im Zuge des Ausbaus der Wagramer Straße wurde auch eine Verbreiterung der Kagraner Brücke notwendig. Diese musste ohne Unterbrechung des Straßenverkehrs erfolgen.
Im Juni 1975 wurde mit den Bauarbeiten am flussaufwärts gelegenen Brückentragwerk begonnen. Nach dessen Fertigstellung wurden sämtliche Brückeneinbauten auf die neue Brücke verlegt und der Straßenverkehr auf diese verschwenkt. Im August 1976 begannen die Arbeiten für das zweite Tragwerk.
Die einzige während der Bauzeit notwendige Straßensperre erfolgte während der Nachtstunden von einem Samstag auf einen Sonntag, als der Spalt zwischen den beiden Tragwerken mit Beton ausgefüllt wurde.
Der Gleiskörper der Straßenbahn wurde später entfernt.
Die Kagraner Brücke verbindet die Stadtteile Kagran und Kaisermühlen und unterteilt die Alte Donau in die Obere Alte Donau und die Untere Alte Donau. Sie ist Teil der B8 der Wagramer Straße und führt in direkter Verlängerung zur Reichsbrücke und zur UNO-City. Am nordöstlichen Brückenende befindet sich an der Kreuzung Wagramer Straße / Erzherzog-Karl-Straße eine Haltestelle der Straßenbahn, am südwestlichen Ende die U-Bahn-Station Alte Donau.